# Carphodactylidae
Die Carphodactylidae  sind eine Familie der Geckoartigen (Gekkota), die mit etwa 30 Arten ausschließlich in Australien vorkommt. Die Carphodactylidae wurden 1987 von Arnold G. Kluge als Tribus der Doppelfingergeckos (Diplodactylidae) beschrieben und 2004 von D. Han et al. in den Rang einer Familie gehoben.

## Merkmale
Die Carphodactylidae sind durch einige abgeleitete Merkmal (Synapomorphien) von den anderen Geckoartigen zu unterscheiden. Ihre Prämaxillare (Zwischenkieferbein) ist nicht zusammengewachsen, das Scheitelbein ist kurz und breit. Die Zähne sind klein und zahlreich. Die Arten haben zwei, selten drei Lendenwirbel, die Centra der Schwanzwirbel sind extrem kurz. Der Schwanz ist kurz, an der Basis verdickt und oben mit kurzen, stachelartigen Auswüchsen bedeckt. Auch auf dem Rücken zeigen sich Tuberkeln, die von rosettenartig angeordneten Schuppen umgeben sind. Das äußere Ohr ist groß und liegt vertikal. Die Eier sind wie bei den Doppelfingergeckos weichschalig.

## Äußere Systematik
Die Carphodactylidae sind die Schwestergruppe der beinlosen Flossenfüße (Pygopodidae). Das von beiden gebildete, namenlose Monophylum ist die Schwestergruppe der Doppelfingergeckos (Diplodactylidae). Alle drei Taxa zusammen werden als Pygopodomorpha bezeichnet und kommen ausschließlich im australasiatischen Raum vor.

## Gattungen und Arten

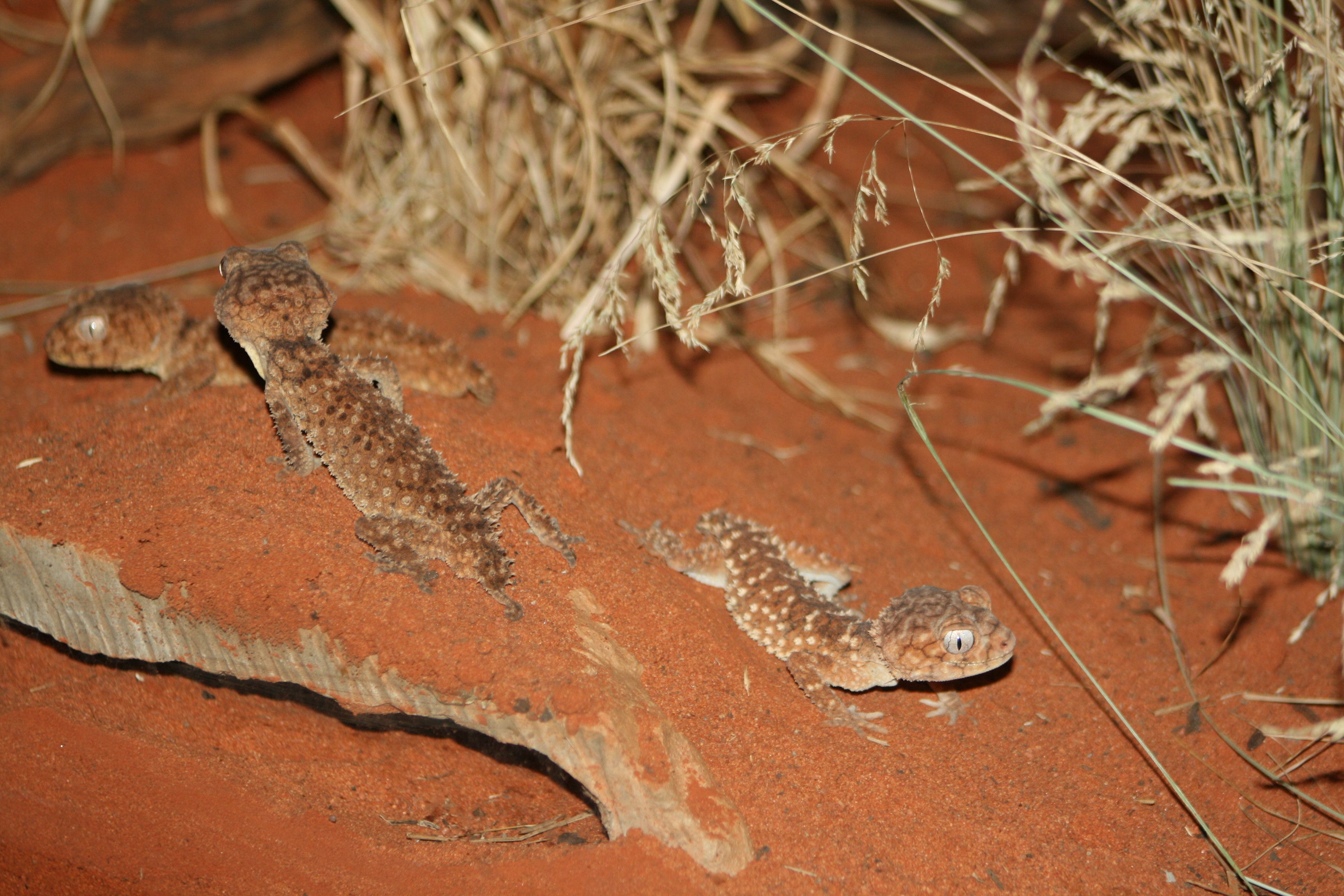
Nephrurus amyae

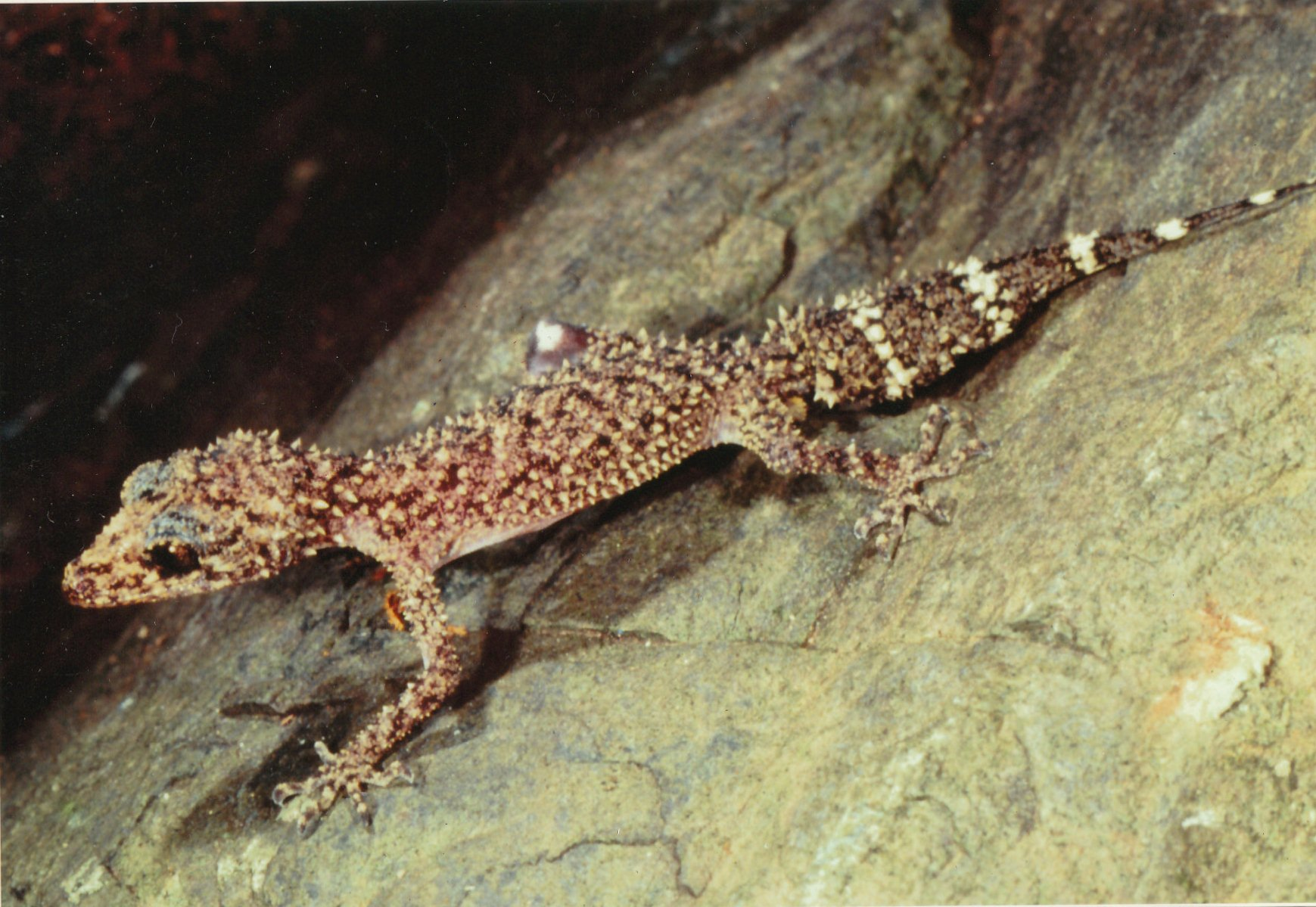
Phyllurus championae

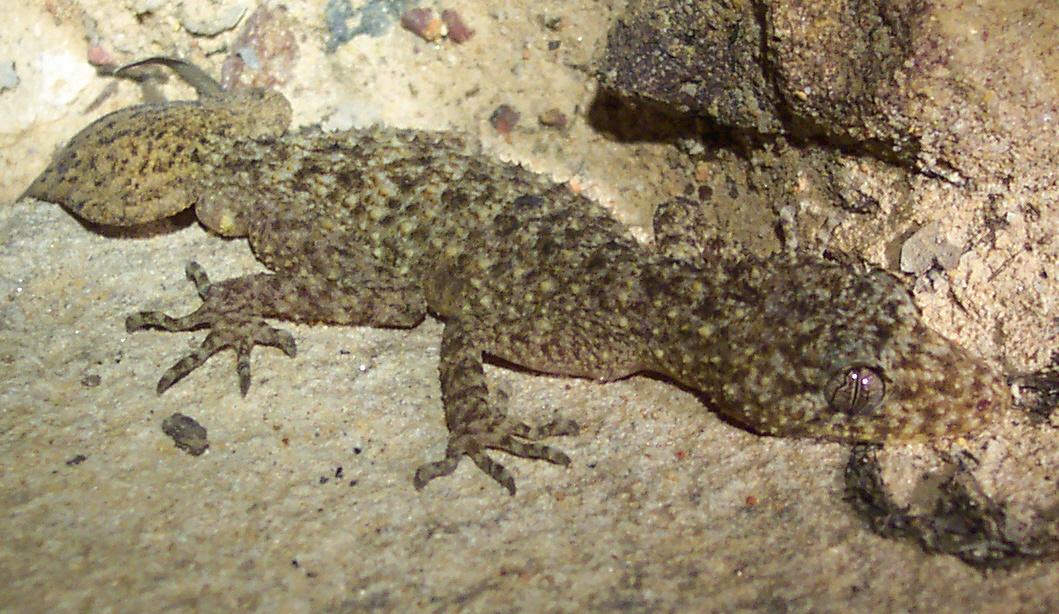
Phyllurus platurus

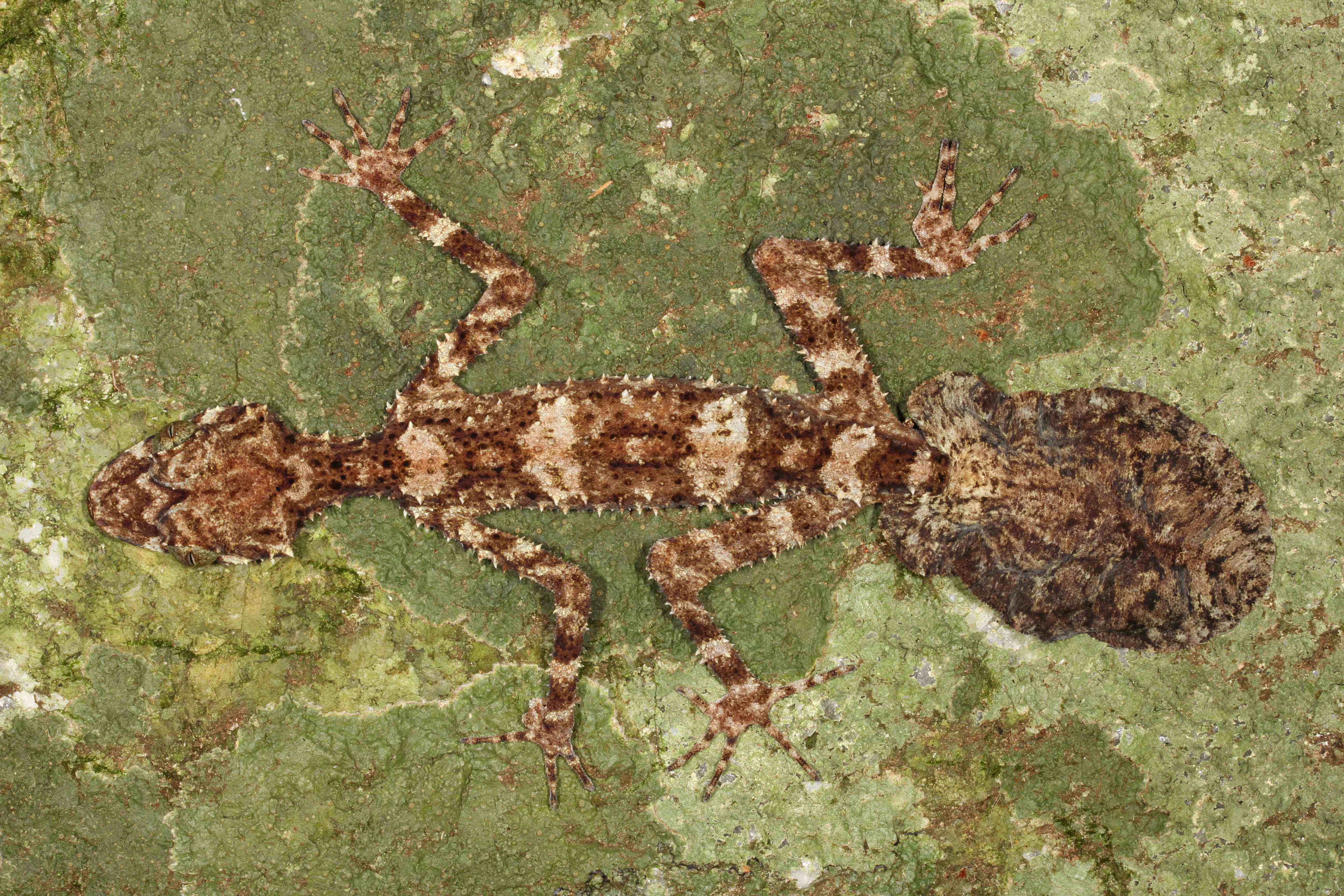
Saltuarius eximius

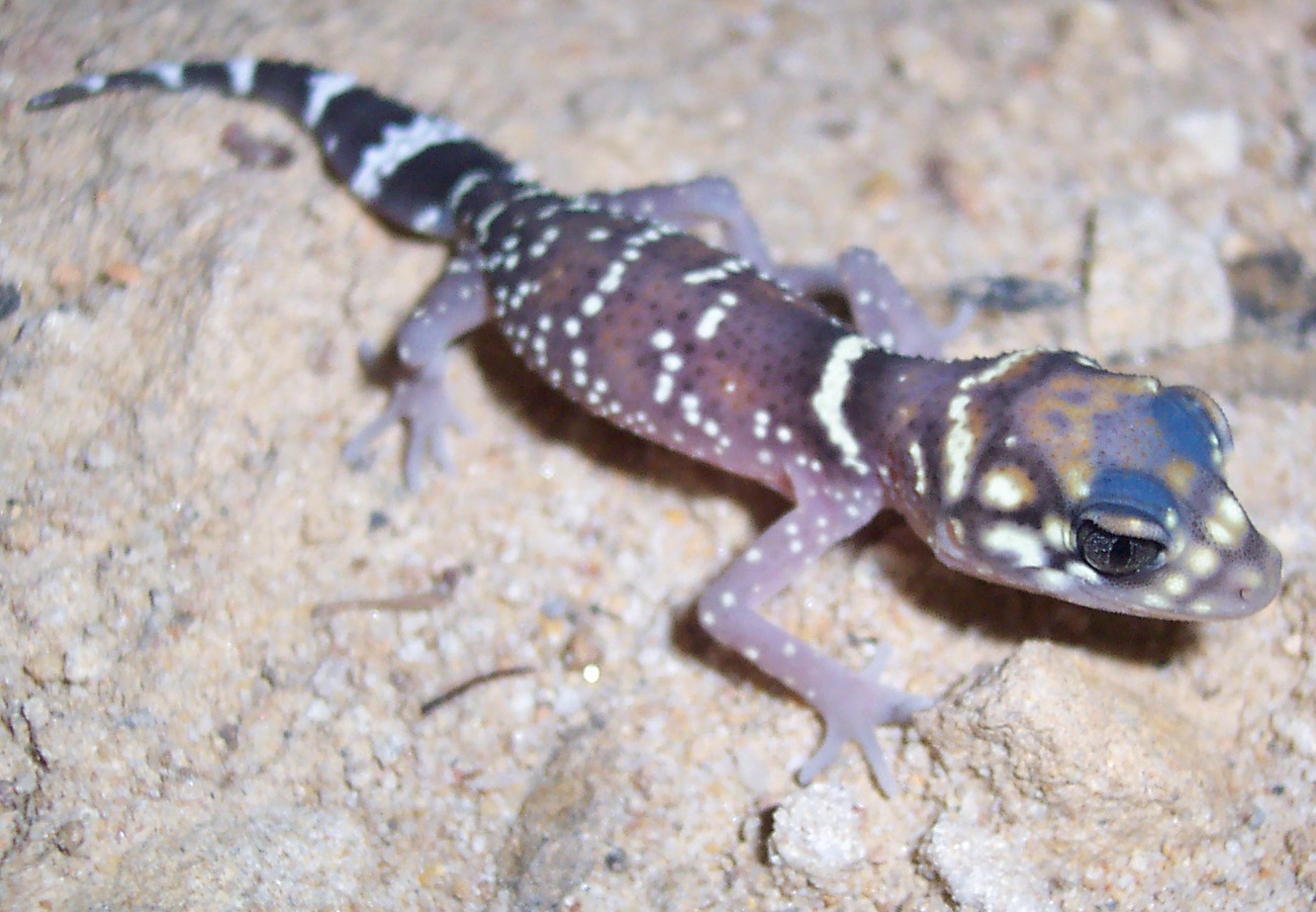
Underwoodisaurus milii

2013 wurde im Nordosten Australiens ein 20 cm langer Blattschwanzgecko entdeckt, der hervorstehende Augen und einen langen schlanken Körper besitzt. Er erhielt den Namen Saltuarius eximius.
Die in Australien heimischen Blattschwanzgeckos der Gattungen Saltuarius und Phyllurus sind nicht zu verwechseln mit den nicht näher verwandten Blattschwanzgeckos oder Plattschwanzgeckos der Gattung Uroplatus aus Madagaskar.
Die Familie Carphodactylidae umfasst derzeit 30 Arten aus 7 Gattungen:
- Gattung: Carphodactylus Günther, 1897
  - Chamäleon-Gecko (Carphodactylus laevis) Günther, A., 1897
- Gattung: Keulenschwanzgeckos (Nephrurus) Günther, 1876
  - Australischer Knopfschwanzgecko (Nephrurus amyae) Couper & Gregson, 1994
  - Nephrurus asper Günther, 1876
  - Nephrurus deleani Cogger, 1979
  - Nephrurus laevissimus Kinghorn, 1924
  - Glatter Knopfschwanzgecko (Nephrurus levis) De Vis, 1886
  - Nephrurus sheai Couper & Gregson, 1994
  - Nephrurus stellatus Storr, 1968
  - Nephrurus vertebralis Glauert, 1961
  - Nephrurus wheeleri Lucas & Le Souef, 1909
- Gattung: Orraya Couper, Schneider, Hoskin & Covacevich, 2000
  - Orraya occultus (Couper, Covacevich & Moritz, 1993) (Synonym Saltuarius occultus)
- Gattung: Phyllurus Goldfuss, 1820
  - Phyllurus amnicola Couper, Schneider, Hoskin & Covacevich, 2000
  - Phyllurus caudiannulatus Covacevich, 1975
  - Phyllurus championae Couper, Schneider, Hoskin & Covacevich, 2000
  - Phyllurus fimbriatus Hoskin, 2023[4]
  - Phyllurus gulbaru Hoskin, Couper & Schneider, 2000
  - Phyllurus isis Couper, Covacevich & Moritz, 1993
  - Phyllurus kabikabi Couper, Hamley & Hoskin, 2008
  - Phyllurus nepthys Couper, Covacevich & Moritz, 1993
  - Phyllurus ossa Couper, Covacevich & Moritz, 1993
  - Phyllurus platurus (Shaw, 1790)
- Gattung: Saltuarius Couper, Covacevich & Moritz, 1993
  - Blattschwanzgecko (Saltuarius cornutus) (Ogilby, 1892)
  - Saltuarius eximius Hoskin & Couper, 2013
  - Saltuarius kateae Couper, Sadlier, Shea & Worthington-Wilmer, 2008
  - Saltuarius moritzi Couper, Sadlier, Shea & Worthington-Wilmer, 2008
  - Saltuarius salebrosus (Covacevich, 1975)
  - Saltuarius swaini (Wells & Wellington, 1985)
  - Saltuarius wyberba Couper, Schneider & Covacevich, 1997
- Gattung: Underwoodisaurus Wermuth, 1965
  - Underwoodisaurus milii (Bory De Saint-Vincent, 1823)
  - Underwoodisaurus seorsus Doughty & Oliver, 2011
- Gattung: Uvidicolus Oliver & Bauer, 2011
  - Uvidicolus sphyrurus (Ogilby, 1892)